# Pseudocumene
Lo pseudocumene (o 1,2,4-trimetilbenzene) è un idrocarburo alchilico. A temperatura ambiente si presenta come un liquido incolore infiammabile, dall'odore intenso di mela.

## Preparazione
Industrialmente, il trimetilbenzene è isolato durante la distillazione del petrolio. Si ottiene una miscela dei suoi tre isomeri, di cui il 40% circa è lo pseudocumene (la percentuale varia in base al metodo di produzione e alla temperatura).
Solo una compagnia (Koch Refining) negli U.S.A. attualmente isola l'1,2,4-trimetilbenzene. Nel 1981, la sua produzione era stimata per circa 4,540 kg.
In Italia viene prodotto nello stabilimento di Sarroch (Sarlux)

## Struttura e proprietà
Lo pseudocumene è un composto aromatico, costituito da un anello benzenico con quattro gruppi metile (CH3) nelle posizioni 1, 2, 3 e 4 (meta, para, orto, tetha). 
Essendo un composto aromatico, l'1,2,4-trimetilbenzene è poco solubile in acqua. Molto solubile, invece, in etanolo, etere dietilico e benzene. Inoltre è molto volatile.

## Usi[6]
L'1,2,4-trimetilbenzene disciolto negli olii minerali è usato come scintillatore. È anche usato come solvente nella produzione di candele, pellet e spezie artificiali; ma soprattutto come additivo per la benzina.
Lo pseudocumene puro è usato come reagente per produrre anidride trimellitica.

## Presenza nell'ambiente
Lo pseudocumene è rintracciabile in tutto il mondo. I seguenti dati (tratti da un rapporto dell'EPA) si riferiscono agli Stati Uniti).
Di tutto l'1,2,4-trimetilbenzene disperso nell'ambiente, 5,3 milioni di libbre sono state disperse nell'atmosfera, 8 milioni di libbre nell'acqua, 14 milioni di libbre nei siti di iniezione sotterranea e 511 000 libbre disperse sul terreno. La concentrazione atmosferica media negli USA va dai 0,58 ppb (nelle aree rurali) ai 1,20 ppb (nelle aree urbane)
La U.S. EPA 1998a riferisce che bere l'acqua di Cincinnati (Ohio) è bere circa 0,127 mg/L di pseudocumene e che sulle coste di Narragasset (Rhode Island), la concentrazione di 1,2,4-trimetilbenzene varia dai 0,002 mg/L ai 0,540 mg/L.

## Indicazioni di sicurezza
L'1,2,4-trimetilbenzene ha un assorbimento lipofilo e può accumularsi nei grassi e nei tessuti. Nel flusso sanguigno, circa l'85% del composto è nei globuli rossi.
Il metabolismo dello pseudocumene avviene dall'ossidazione per formare alcoli e acidi carbossilici che sono, poi, coniugati con acidi glucoronici, glicine o solfati che poi vengono escreti nelle urine.

### Interventi di primo soccorso
- Contatto con pelle: il prodotto è irritante per contatto. Non provoca intossicazioni sistemiche da contatto[3]. In caso di contatto, lavare la parte interessata con acqua e sapone.
- Inalazione: l'inalazione di pseudocumene può causare polmoniti. Alte concentrazioni di vapore (5000-9000 ppm) possono causare mal di testa e respirazione difficile[3]. In caso si presentassero questi sintomi, uscire dall'ambiente o far uscire la vittima. Chiamare un medico.
- Ingestione: studi sui ratti evidenziano (dopo ingestione) che solo il 62% del prodotto è escreto via urine, quindi una significante parte è assorbita[5]

### Tossicità
Esposizioni a lungo termine a solventi contenenti pseudocumene, può causare nervosia, tensione e bronchiti.
Gli studi sugli animali evidenziano che:
- Gatti: nei gatti, esposti ad una concentrazione aerea di trimetilbenzene dai 8130 ai 9140 ppm, si registra una diminuzione dei riflessi e della risposta agli stimoli esterni. Il contatto diretto con la specie chimica ha causato eritema, vasodilatazione ed irritazione[11].
- Ratti: Sette di dieci ratti sono morti dopo una somministrazione orale di 2,5 mL di trimetilbenzene in olio di oliva (circa 4,4 g/kg)[12]. Nessun effetto è stato riportato nei ratti dopo l'esposizione prolungata a circa 1700ppm dai 10 ai 21 giorni[3]

Gli studi sugli uomini evidenziano che gli uomini che hanno lavorato per diversi anni con solventi per pitture contenenti circa il 50% di 1,2,4-trimetilbenzene e il 30% di 1,3,5-trimetilbenzene dimostrano segni di nervosia, tensione ed ansia, bronchiti asmatiche ed anemia. Forse dovute anche a tracce di benzene.
Il composto non è né cancerogeno, né mutageno, ma ulteriori studi sono richiesti.

### Misure antincendio
Il composto, altamente infiammabile, non reagisce con l'acqua o con l'anidride carbonica. È possibile, quindi, usare questi due metodi di estinzione.

## Indicazioni di protezione
Il composto è volatile ed irritante, indossare quindi una maschera ed occhiali protettivi. Usare inoltre i guanti ed un camice.

## Immagini 3D della molecola

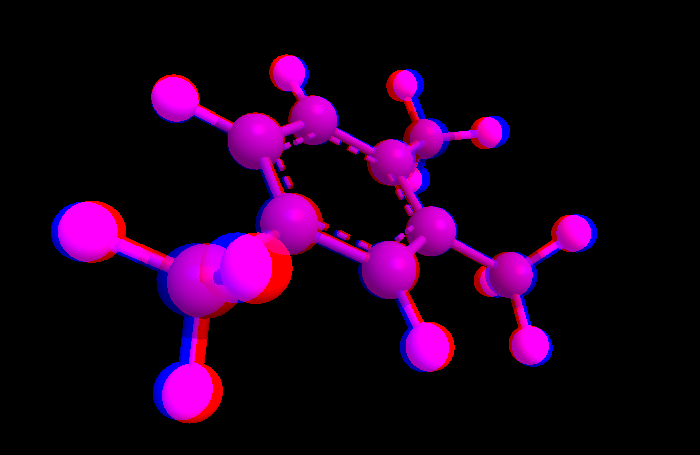
Anaglifo dello pseudocumene. Per una corretta visualizzazione, indossare gli occhialini con lenti blu e rosse.

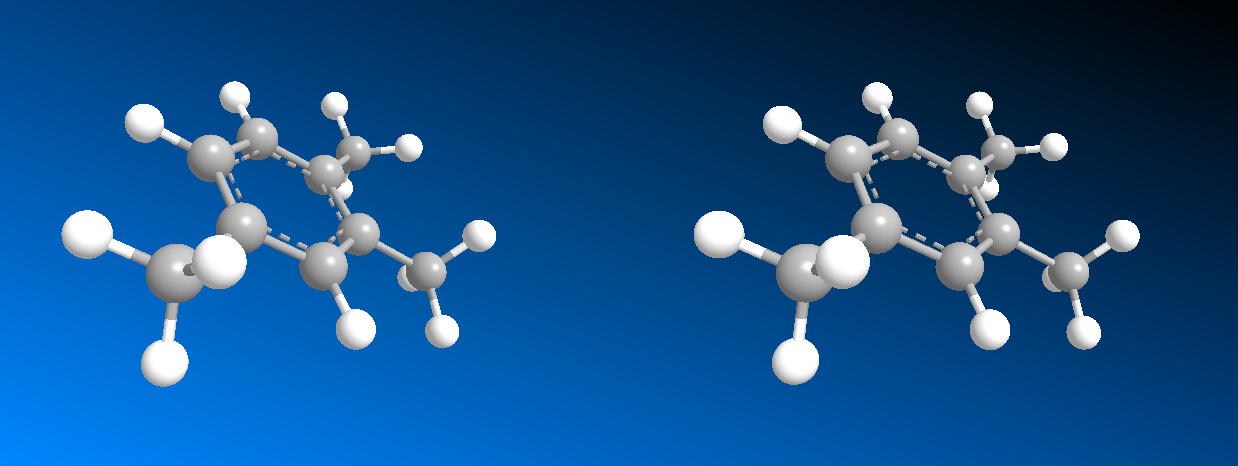
Modello 3D Cross-Eyed dello pseudocumene. Per una corretta visualizzazione, indossare gli occhiali adatti.